# Widukind (Sachsen)

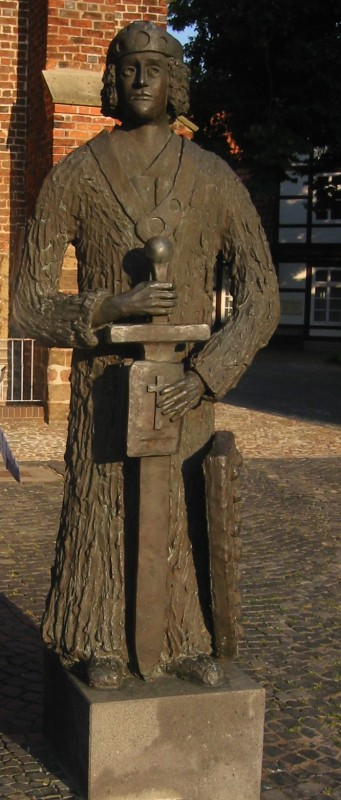
Moderne Widukind-Statue in Nienburg

Widukind (auch Wittekind oder Weking) stammte aus einem westfälischen Adelsgeschlecht und führte als dux Saxonum, also als Herzog der Sachsen, in den Jahren 777 bis 785 den Widerstand gegen Karl den Großen in den Sachsenkriegen. Die Sachsen unterlagen letztlich den militärisch überlegenen Franken. So wurde der heutige Nordwesten Deutschlands dem Karolingerreich einverleibt und schließlich auch christianisiert.
Widukind wurde 777 anlässlich des Reichstags von Paderborn erstmals erwähnt. Nach seiner Taufe in der Königspfalz Attigny (785) fehlen gesicherte Informationen über sein weiteres Schicksal, während seine Gestalt ins Mythische wuchs und teilweise kultisch verehrt wurde.

## Name, Familie und Herkunft

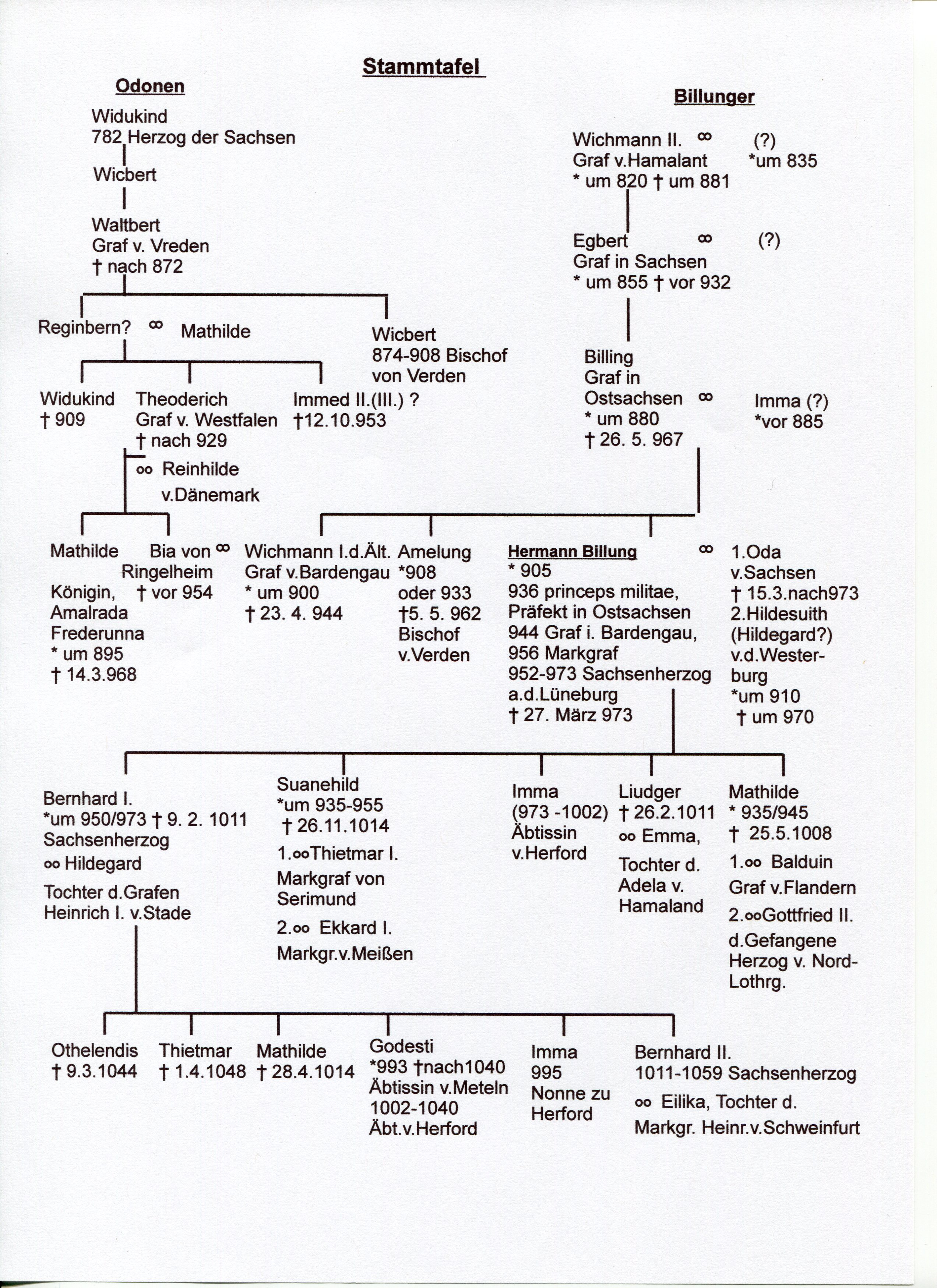
Stammtafel

Der Name Widukind bedeutet Waldkind oder Kind des Waldes und kann als Kenning gelten. Widukind war eine Umschreibung des Wolfs, eines Tieres, das mit dem Krieg oder mit dem Tod in Verbindung gebracht wird. Der Name Widukind mag also ursprünglich ein ehrender Beiname gewesen sein, kein Eigenname.
Widukinds Herkunft ist ähnlich wie sein Ende weitgehend unklar, offenbar gehörte er aber einer vornehmen Familie des sächsischen Teilstamms der Westfalen an. Eine Ehefrau Geva oder Gheua wird erstmals in der Braunschweigischen Reimchronik aus der Zeit von 1279 bis 1292 erwähnt und ist durch zeitgenössische Quellen nicht zu belegen. Demgegenüber berichtet Meginhard um 863 in seiner Schrift über die Übertragung der Gebeine des Heiligen Alexander von einem Sohn Widukinds namens Wiprecht. Dieser hatte einen Sohn Waltprecht, dessen Sohn Wikbert Bischof von Verden wurde. Widukind von Corvey, die Ältere Mathildenvita und Thietmar von Merseburg berichten übereinstimmend, die Königin Mathilde, zweite Gemahlin König Heinrichs I., stamme von Widukind ab.

## Vorgeschichte
Im Jahr 772 fielen die Franken in Sachsen ein und zerstörten die Irminsul, ein heidnisches Heiligtum der Sachsen. Die Zeit der Sachsenkriege, an denen Widukind vermutlich von Anfang an beteiligt war, hatte begonnen – sie währte bis 804. Ein Jahr später überfielen die Westfalen als Vergeltung Deventer, während Karl der Große in Italien weilte. Im folgenden Jahr belagerten die Engern Fritzlar, wurden aber von den dort weilenden Franken zum Rückzug gezwungen. Im Jahr 775 bezwang Karl der Große die Ostfalen und die Engern. Die Westfalen überlisteten eine Heeresabteilung und richteten ein großes Blutbad an. Ein Jahr später zwang Karl der Große einen großen Teil der frankenfreundlichen Edelinge der Sachsen, mit ihm einen Vertrag zu schließen, danach wurde Sachsen zur Mark.

## Leben
Im folgenden Jahr blieb der westfälische Edeling Widukind – er wird für 777 erstmals in den Fränkischen Reichsannalen erwähnt –, anders als die anderen Edelinge, gegen den Willen Karls des Großen der fränkischen Reichsversammlung in Paderborn fern und begab sich für ein Jahr zum Dänenkönig Sigfrid. Im Jahr 778 fielen die Westfalen, wohl unter Widukinds Führung, ins fränkische Rheinland ein, zerstörten mehrere Siedlungen und richteten großen Schaden an. In der Zeit von 779 bis 781 begann im damaligen Sachsen, dem heutigen Westfalen, ein zermürbender Kleinkrieg, der sich auch gegen die frankenfreundlichen Edelinge richtete. Auf dem Reichstag zu Lippspringe 782 wurde das damalige Sachsen in fränkische Grafschaften aufgeteilt und damit Teil des Frankenreichs.
Widukind kehrte wieder vom Dänenkönig nach Sachsen zurück, wo er erneut zum Aufruhr gegen die Franken aufreizte. Die Sachsen vernichteten daraufhin in der Schlacht am Süntel ein fränkisches Heer und töteten zwei der höchsten Beamten des Frankenkönigs. Karl der Große rächte sich angeblich bei Verden (Aller) mit der Enthauptung von 4.500 Sachsen (Blutgericht von Verden), während Widukind erneut zu den Dänen entkommen war. Ein Jahr später wurde Karls Heer 783 zum Rückzug aus der Schlacht an der Grotenburg gezwungen. Die Verstärkung seines Heeres bewirkte allerdings die Niederlage seiner Gegner in der Schlacht an der Hase. Im Jahr 784 unterstützten die Friesen Widukind, der den Widerstand gegen die Franken auch im Winter fortsetzte.

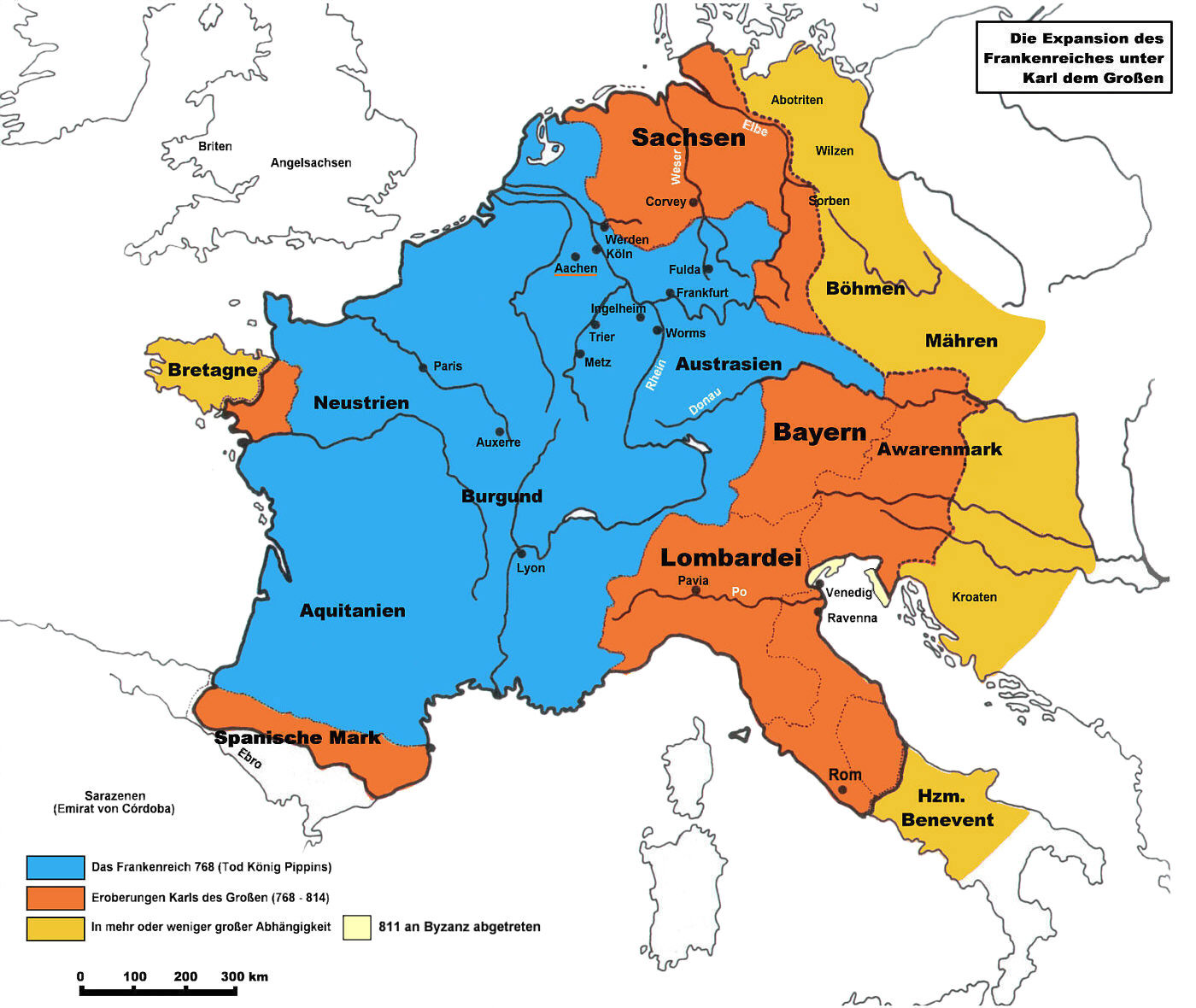
Eroberungen Karls des Großen zwischen 768 und 811

Im Sommer 785 rückte Karl dann bis in den Bardengau an der unteren Elbe vor. Widukind und sein jetzt erstmals in den Quellen genannter Gefolgsmann Albion – eventuell sein Schwiegersohn oder Schwager – wichen zunächst in das nordelbische Sachsen aus, gaben den Widerstand aber kurz darauf auf. So führten unmittelbare Verhandlungen zwischen Karl dem Großen und Widukind im Bardengau noch im gleichen Jahr zur Taufe Widukinds und Albions. Sie wurde anlässlich des Weihnachtsfestes in Attigny vollzogen. Taufpate war Karl der Große, der damit eine „geistliche Verwandtschaft“ zu Widukind herstellte, ihn durch Geschenke ehrte und seinen Rang bestätigte, wodurch die Bedeutung, die Karl der Große Widukind zumaß, deutlich wird. Diese Bedeutung reflektiert auch das von der ganzen römischen Christenheit zu feiernde Dankfest, das Papst Hadrian I. 786 anlässlich der Nachricht von Widukinds Taufe anordnete. Widukind wird als Seliger der Katholischen Kirche verehrt. Neben Attigny werden allerdings noch elf weitere Tauforte Widukinds in späteren Quellen genannt, so etwa die Hohensyburg, Paderborn und Worms. Der Volksmund sieht das Bergkirchener Quellwunder als Anstoß zum Gesinnungswandel an (s. Widukinddenkmal und Sagen). Widukind erreichte mit seiner Taufe schließlich einen Friedensvertrag mit Karl dem Großen. Zugleich stärkte er die Stellung der sächsischen Oberschicht im Frankenreich: In der Folgezeit wurden sächsische Edelinge nach ihrer Taufe in die fränkische Grafschaftsverfassung einbezogen, so dass der Geschichtsschreiber Widukind von Corvey bereits für das 10. Jahrhundert das Zusammenwachsen beider Völker zu einem Volk feststellte.
Danach gibt es keine gesicherten Nachrichten mehr über Widukind. Er verschwindet aus den Quellen. Allerdings wird Widukind in der Vita Liudgeri erwähnt, der sich auf dem Weg zum Feldzug gegen die Wilzen befand, und in der Kaiserchronik, in der gesagt wird, Widukind sei von Gerold von Schwaben, dem Schwager Karls des Großen, erschlagen worden (Gerold starb selbst im Jahr 799 auf einem Feldzug gegen die Awaren). Einige Forscher wollen den Ursprung der sauerländischen Kleinstadt Balve mit Ballowa in Verbindung gebracht sehen, einer Anlage, die ebenfalls in der Vita Liudgeri erwähnt wird und auf eine Gründung Widukinds zurückgehen soll.

## Nachleben

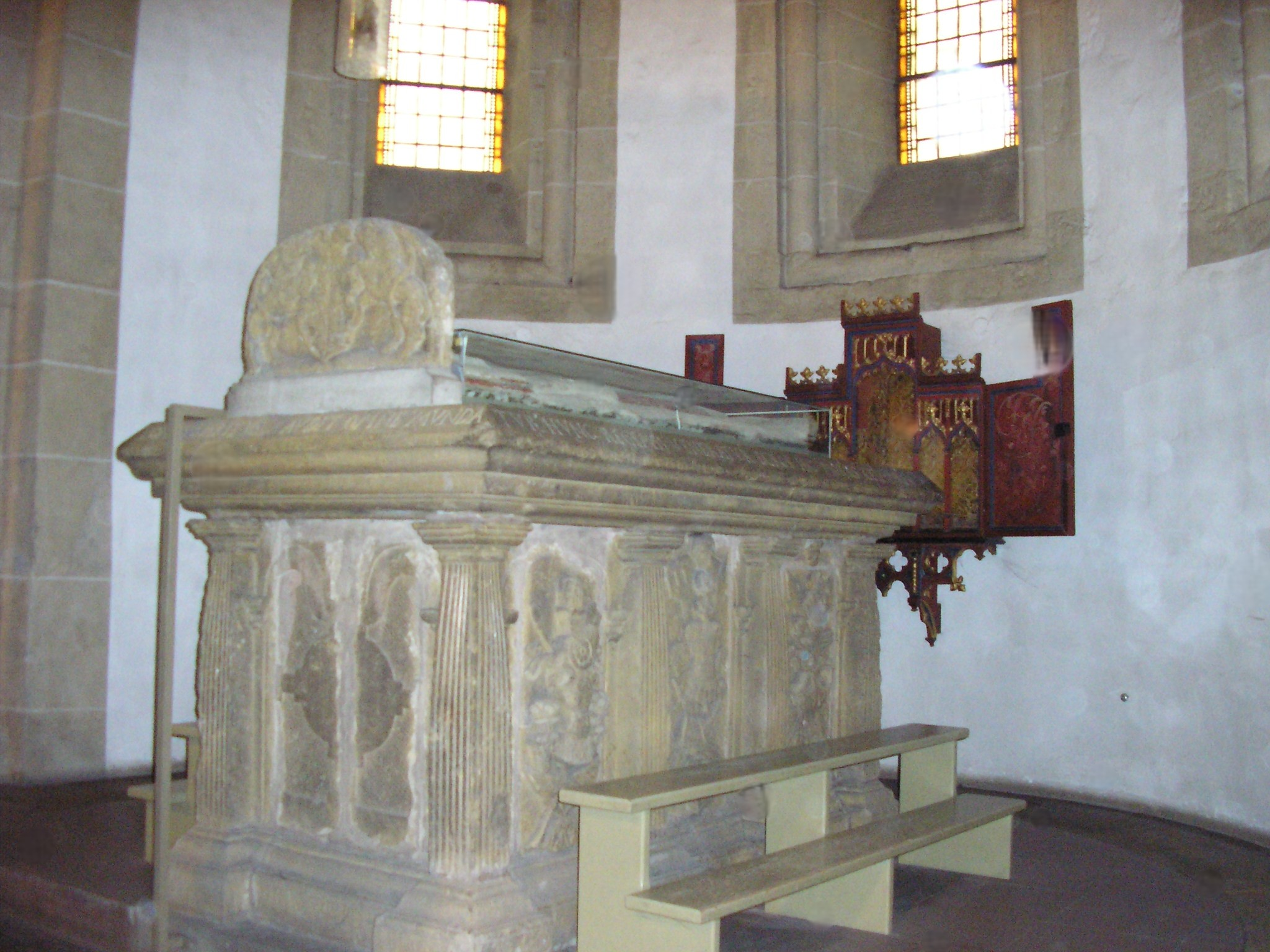
Widukindgrabmal
in der Stiftskirche zu Enger

Gerd Althoff hat einen Mönch mit dem Namen Widukind, der als „Dominator Widukind“ im Verbrüderungsbuch des Bodenseeklosters auf der Reichenau verzeichnet sein soll, nachzuweisen versucht. Karl der Große habe demnach Widukind als Mönch auf die Insel Reichenau verbannt. Diese Annahme ist in der Forschung umstritten. Die Überlieferung zum Tod und Begräbnis Widukinds in Enger ist mit der Grabdecke aus der Zeit um das Jahr 1100 in der Stiftskirche in Enger verbunden und vom Glauben her bestimmt. Man weiß nicht, wo Widukind wirklich begraben worden ist. Die Gebeine Widukinds werden in einem Grab in der Stiftskirche zu Enger vermutet. Wissenschaftliche Untersuchungen in den letzten Jahren, die im Widukindmuseum Enger veranschaulicht sind, scheinen zumindest diese Vermutungen zu bestätigen, ein zweifelsfreier Nachweis steht jedoch noch aus.

### Widukinddenkmal und Sagen

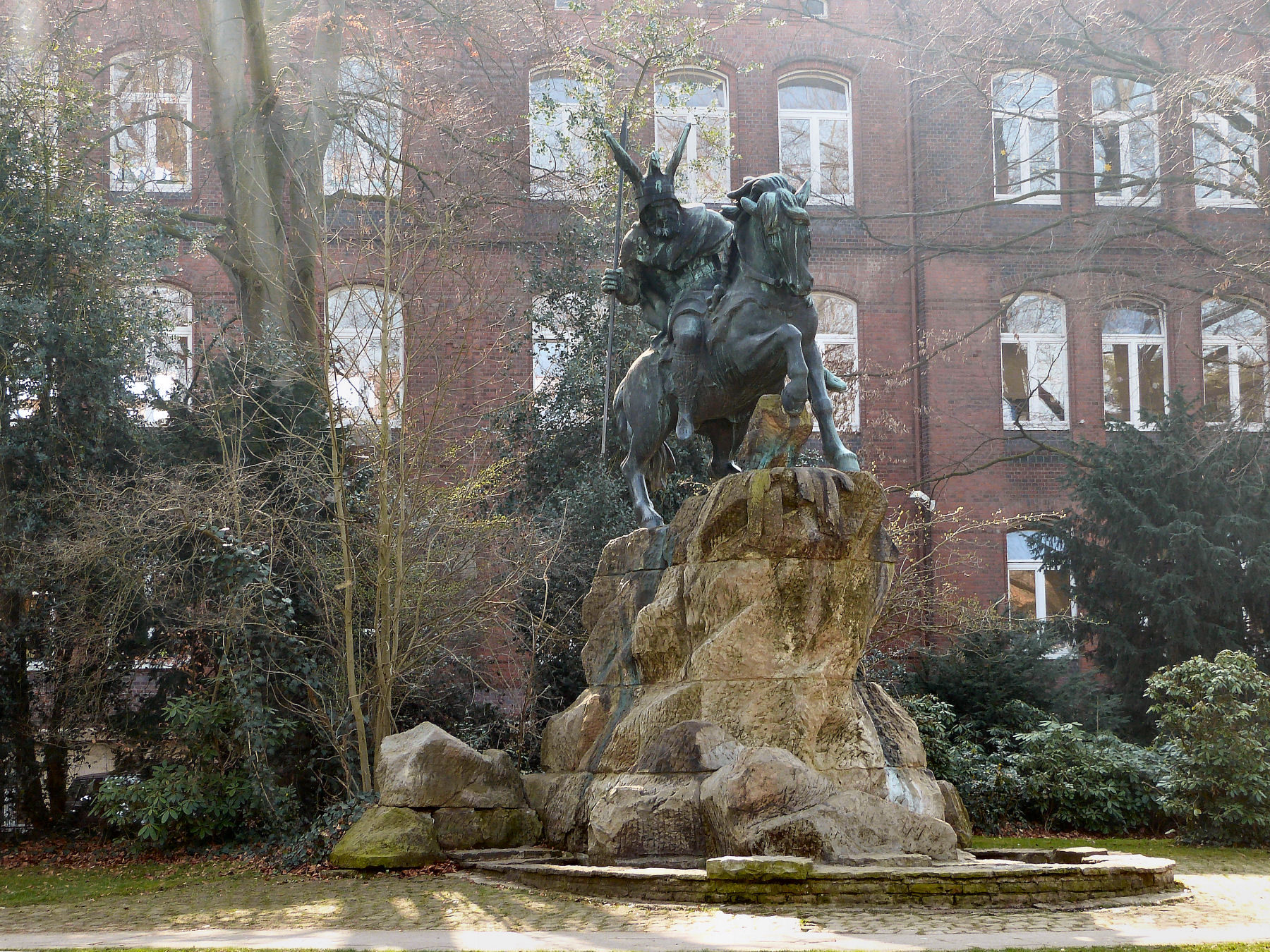
Widukind-Denkmal von 1959 nach dem Original von Heinrich Wefing in Herford, Kreis Herford, Nordrhein-Westfalen, im Hintergrund die Katholische Grundschule Herford

Als Erinnerungszeichen wurde in Nienburg/Weser eine Statue aufgestellt, in Enger gibt es einen Brunnen mit einer Widukindfigur. Das Widukinddenkmal in Herford erzählt eine Geschichte. Es wurde 1959 nach den alten Entwürfen Professor Heinrich Wefings vom Bochumer Bildhauer Walter Kruse neu geschaffen. Das 1899 eingeweihte vorherige Denkmal war im Kriegsjahr 1942 eingeschmolzen worden. Es geht auf eine der vielen Sagen zurück, nach deren gemeinsamem Kern Widukind als wesentlicher Führer des sächsischen Widerstands gegen Karl den Großen während der Sachsenkriege eines Tages über den Kamm des Wiehengebirges geritten sei und darüber nachgedacht habe, welches wohl der richtige Glaube sei. Er sei nämlich vorher in einer Kirche gewesen und habe dort als Bettler verkleidet an einem Gottesdienst teilgenommen, der ihn sehr beeindruckt habe. Unter diesem Eindruck habe er sich ein Zeichen gewünscht, ob das Christentum die richtige göttliche Lehre sei.
Während des Ritts sei sein Pferd dann an der Stelle stehengeblieben, an der heute die Kirche des Ortsteils Bergkirchen von Bad Oeynhausen liegt. Das bei den heidnischen Sachsen als Verbindung zum Göttlichen angesehene Reittier habe dort einen Stein losgescharrt. Aus dem Boden sei darauf eine Quelle hervorgesprungen, was Widukind als Zeichen dafür genommen habe, sich als Vorbild für sein Volk zum Christentum zu bekehren, sich kriegerisch geschlagen zu geben und sich Karl dem Großen zu unterwerfen. Diese Sage wird in dem Herforder Denkmal aus Stein und Bronze dargestellt. Oberhalb der Quelle habe Widukind daraufhin eine Kirche erbauen lassen.
Der heute dort stehende steinerne Kirchenbau ist ein Nachfolger der nach den Sachsenkriegen an dieser Stelle erbauten Holzkirche. Kirche und Quelle liegen in kurzer Entfernung zum Übergang über das Wiehengebirge als letzte Erhebung vor der norddeutschen Tiefebene mit Widukinds Wohnort Wildeshausen darin.
Die Verquickung einer an einem Bergpass spielenden Quell-Legende mit der als christlich-religiöses Bekehrungserlebnis gedeuteten Entscheidung für eine Unterwerfung unter den militärisch überlegenen Karl den Großen deutet darauf hin, dass sich an der Stelle der heutigen Bergkirchener Kirche vorher ein sächsisches Quellheiligtum befand. Auch an der Bergkirchener Kirche und an der unterhalb liegenden Wittekindsquelle weisen Hinweistafeln auf die Sage und das vermutete frühere Quellheiligtum hin.

### Widukindskreis
Der Kreis Herford nennt sich als Zusatz auch Widukindskreis, Wittekindskreis oder Wittekindsland. Seinen Namen Wittekindskreis erhielt der Kreis Herford durch seine enge Beziehung zum Sachsenherzog. Die Erinnerung an Wittekind wird auch durch das Wappen des Kreises Herford wachgehalten. Es zeigt das schwarze, springende Ross, das Wittekind vor seiner Taufe geritten haben soll. Der Legende nach schenkte ihm Karl der Große nach seiner Taufe ein weißes Pferd, das als Wappentier von Westfalen gedeutet wird.

### Widukindland
Ein in den 1930er Jahren entstandener Stadtteil im Nordosten der niedersächsischen Stadt Osnabrück trägt den Namen Widukindland, die Straßen und Plätze des Stadtteils zum großen Teil die Namen sächsischer und germanischer Stämme.

### Erinnerung
- Liedgut: Herzog Widukind wird im Westfalenlied und im Niedersachsenlied erwähnt. Außerdem wird Widukind von der Westfälischen Metal-Band Heimdalls Wacht im Lied Die Bürde der Schande thematisch behandelt und als Retter der Sachsen dargestellt.
- Wanderweg: Der 95 km lange Wittekindsweg auf dem Kamm des Wiehengebirges in Niedersachsen und Nordrhein-Westfalen ist nach dem Sachsenführer benannt. Der Weg beginnt im Osten am Wittekindsberg mit der Wittekindsburg sowie versiegter Wittekindsquelle. In Bergkirchen wird die bekannteste Wittekindsquelle passiert. Eine weitere Wittekindsburg liegt im Osnabrücker Land.
- Herzogweg von Enger zur Babilonie, wo der Sage nach die silberne Wiege Widukinds verborgen ist.
- Eine weitere Wittekindsquelle befindet sich am Wittekindsweg bei Lübbecke.
- Eine weitere Wittekindsquelle befindet sich in der Wallanlage der Wittekindsburg in Porta Westfalica.
- Die jährliche Wittekindspende in Enger entwickelte sich aus einer Armenspeisung, die auf den Sachsenherzog zurückgehen soll.
- Eine Gedenktafel über ihn befindet sich in der Walhalla in Donaustauf.
- Im Vlothoer Ortsteil Exter befindet sich als Bodendenkmal der sogenannte Wittekindstein, welcher allerdings nach der darauf eingeschlagenen Jahreszahl erst Ende des 16. Jahrhunderts gebrochen und aufgestellt wurde. Er diente ursprünglich eher als zeitgenössischer Gerichtsstein.
- Das Widukind-Gymnasium Enger ist wie
- das Wittekind-Gymnasium Lübbecke nach Widukind benannt.
- Der Wittekindshof, ein Sozialunternehmen für Menschen mit geistiger und mehrfacher Behinderung sowie psychischen Beeinträchtigungen in Bad Oeynhausen, ist nach Widukind benannt.

Siehe auch: Enger #Die Verbindung Widukinds zu Enger